# Chapelle Saint-Colomban de Carnac
Pour les articles homonymes, voir Chapelle Saint-Colomban.
La chapelle Saint-Colomban est située au hameau du même nom, à Carnac dans le Morbihan.

## Historique

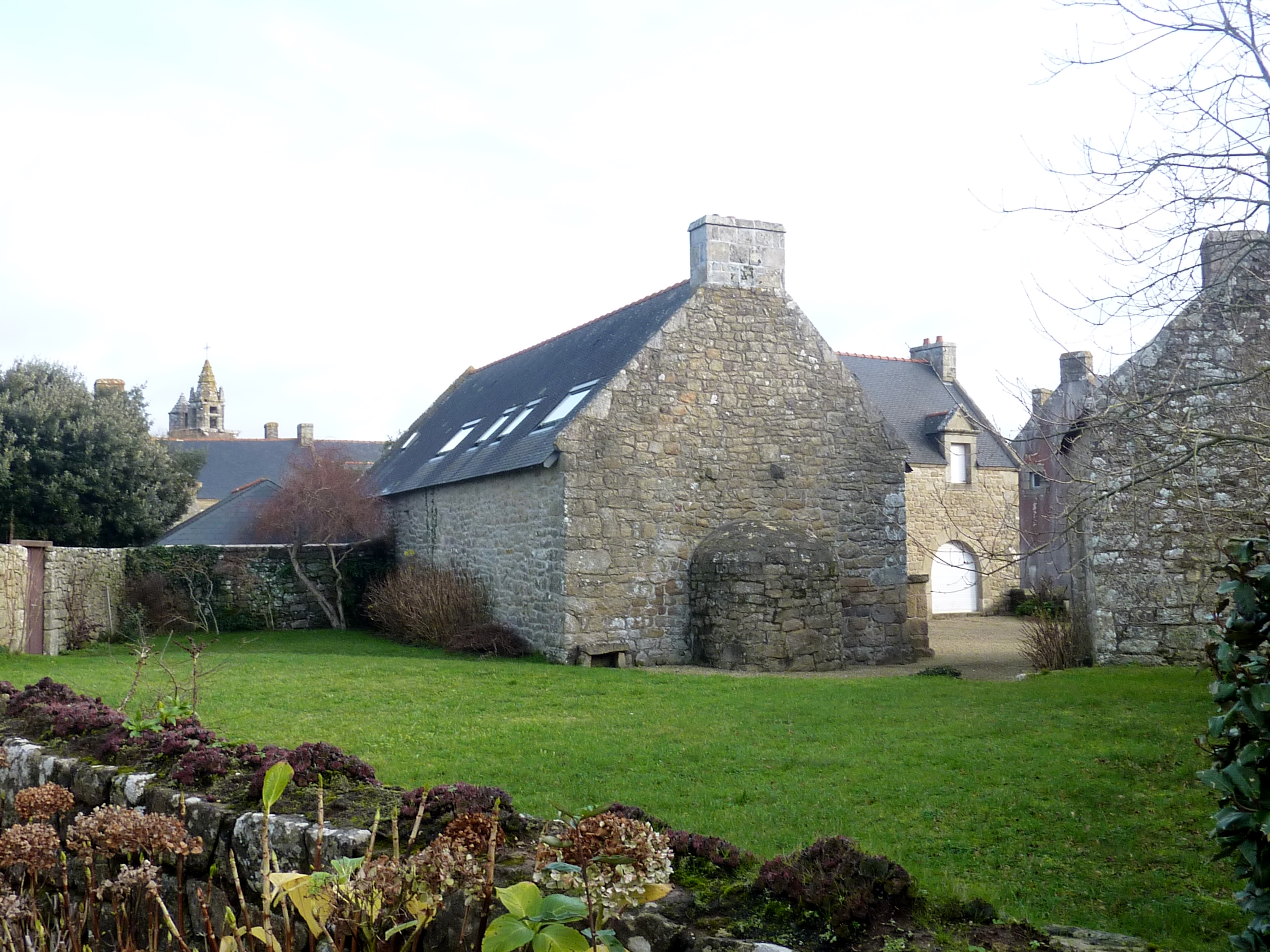
Le hameau de Saint-Colomban et sa chapelle.

La chapelle est construite à la fin du XVIe siècle. La datation n'est pas absolue : Roger Frey la situe aux environs de 1575, mais d'autres sources la décalent d'une quinzaine d'années, sous le rectorat de René de Larlan (1585-1600).
Cette chapelle est dédiée au moine irlandais Colomban de Luxeuil qui aurait débarqué dans la région carnacoise aux alentours de 610. Son ministère en a fait un saint patron des faibles d'esprit, ce qui explique les coutumes — encore présentes au début du XXe siècle — relatées par Zacharie Le Rouzic :

« On s'y rend pour avoir de l'esprit, quoique les habitants du pays n'en aient guère. Au fond de la chapelle se trouve le trou de l'esprit, dans lequel aujourd'hui, on délaie de la chaux et dans lequel les pauvres d'esprit devaient plonger la tête. »

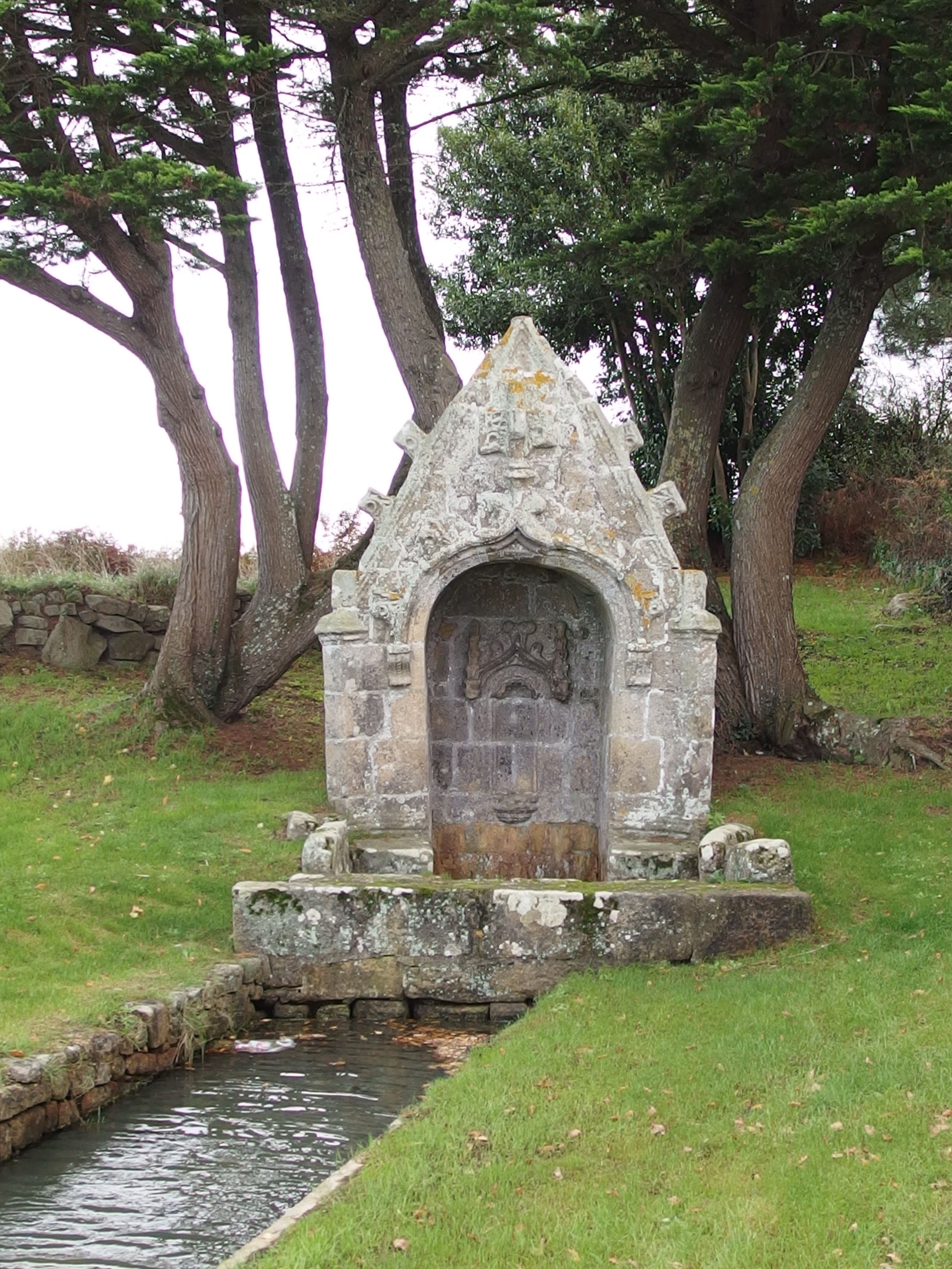
La fontaine Saint-Colomban.

À la même époque que la construction de la chapelle, est construite à environ 330 m à vol d'oiseau, la fontaine Saint-Colomban (classée MH en 1978) faisant partie du même ensemble cultuel.
La chapelle fait l’objet d’une inscription au titre des monuments historiques depuis le 13 février 1928.

## Architecture
La chapelle est bâtie dans le style gothique flamboyant et se présente sous la forme d'une nef d'une vingtaine de mètres de long, à laquelle est adjoint, au sud, un transept. Séparé de la nef par un arc ogival, celui-ci abrite un autel dédié à la Vierge. La porte nord porte la date de 1621, mais elle est postérieure à la construction, datant peut-être de la première restauration de la chapelle. Sous une accolade se trouve un blason portant une croix chargée de neuf macles (armoiries de la famille de Larlan) et sur un mur un blason à trois lévriers, porté par deux anges (blason de la famille Champion), les deux familles constructrices de la chapelle.

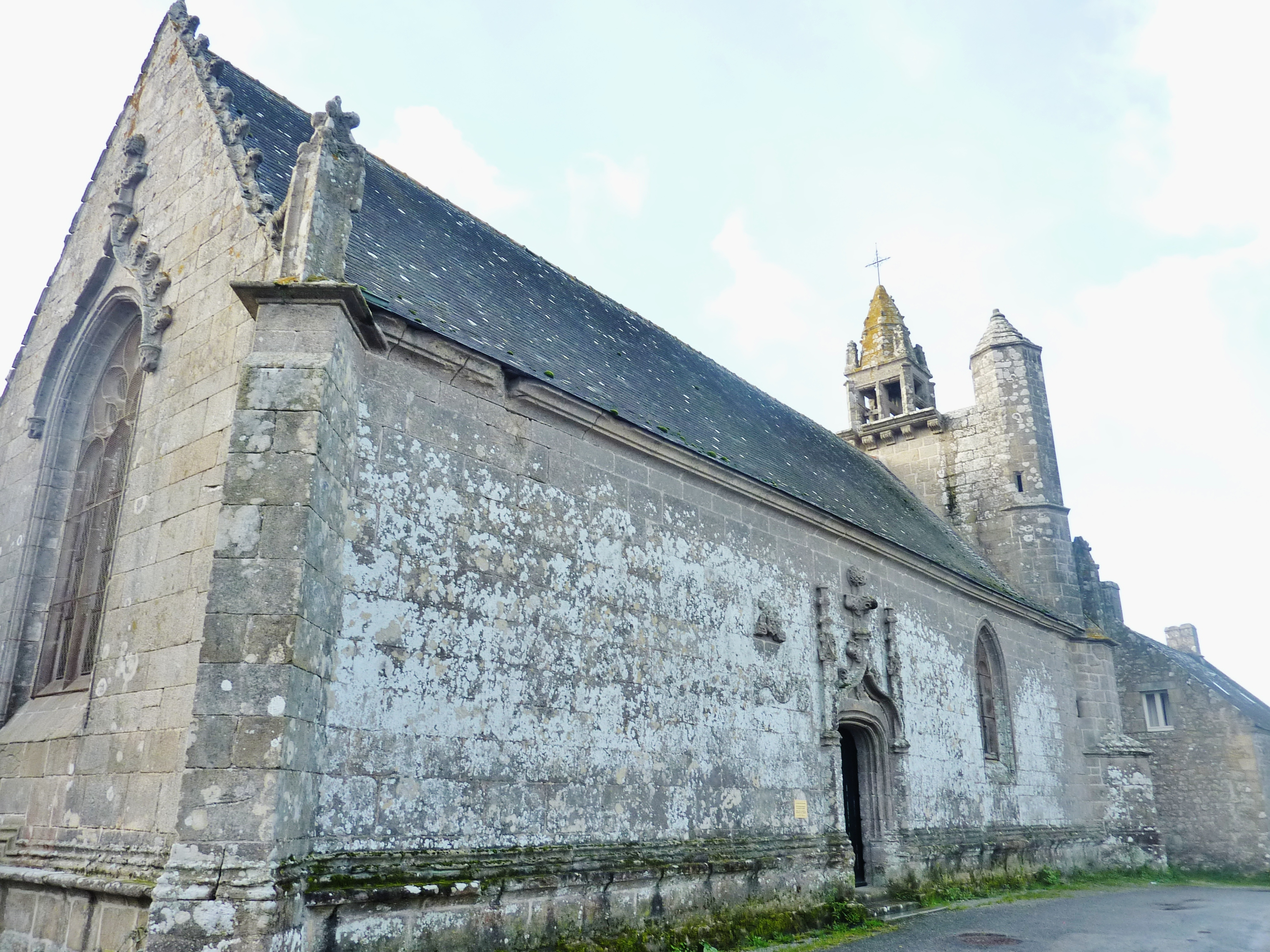
Chapelle Saint-Colomban, façade nord (chemin du Gourec).
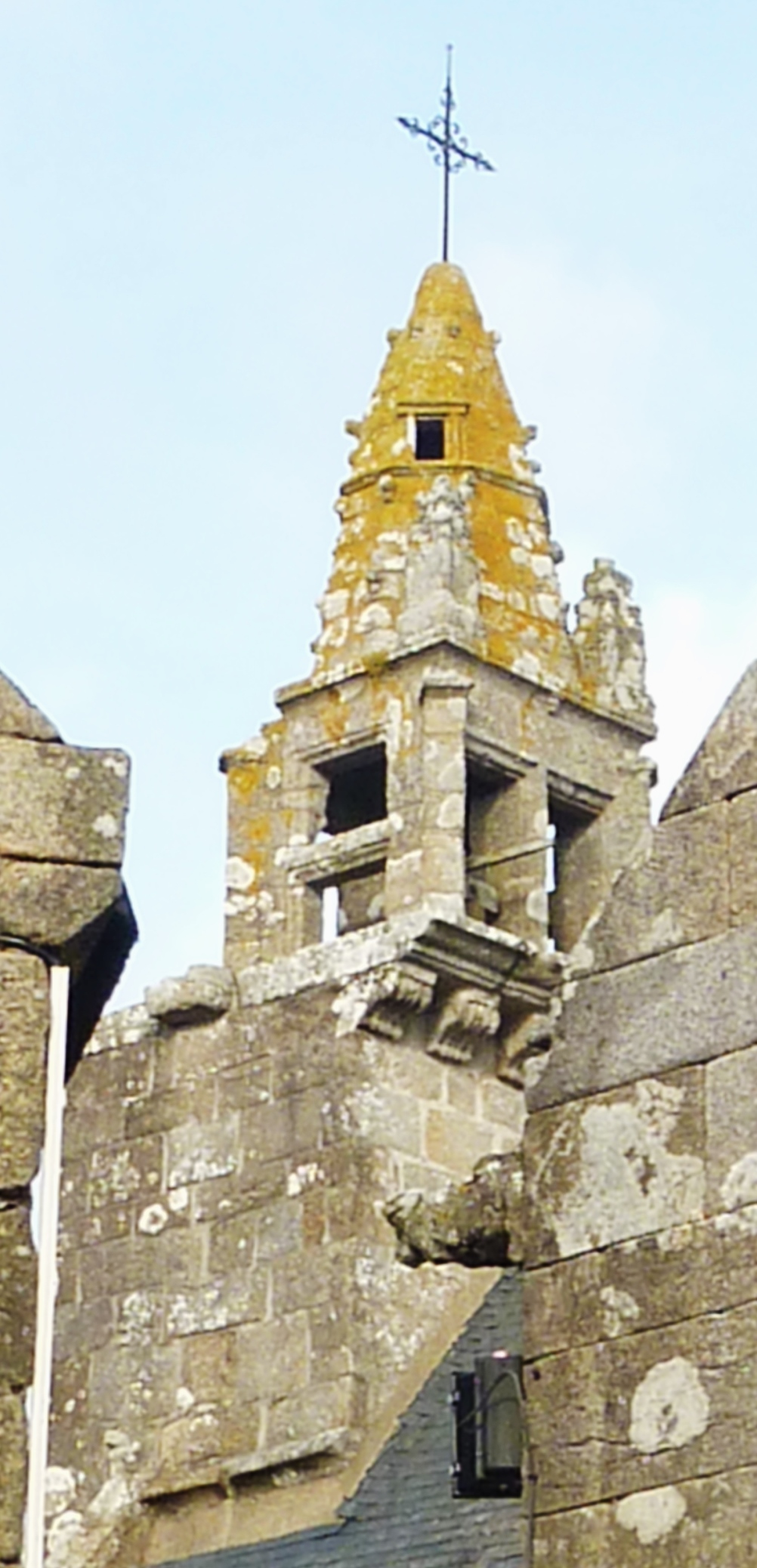
Le clocher de la chapelle Saint-Colomban.
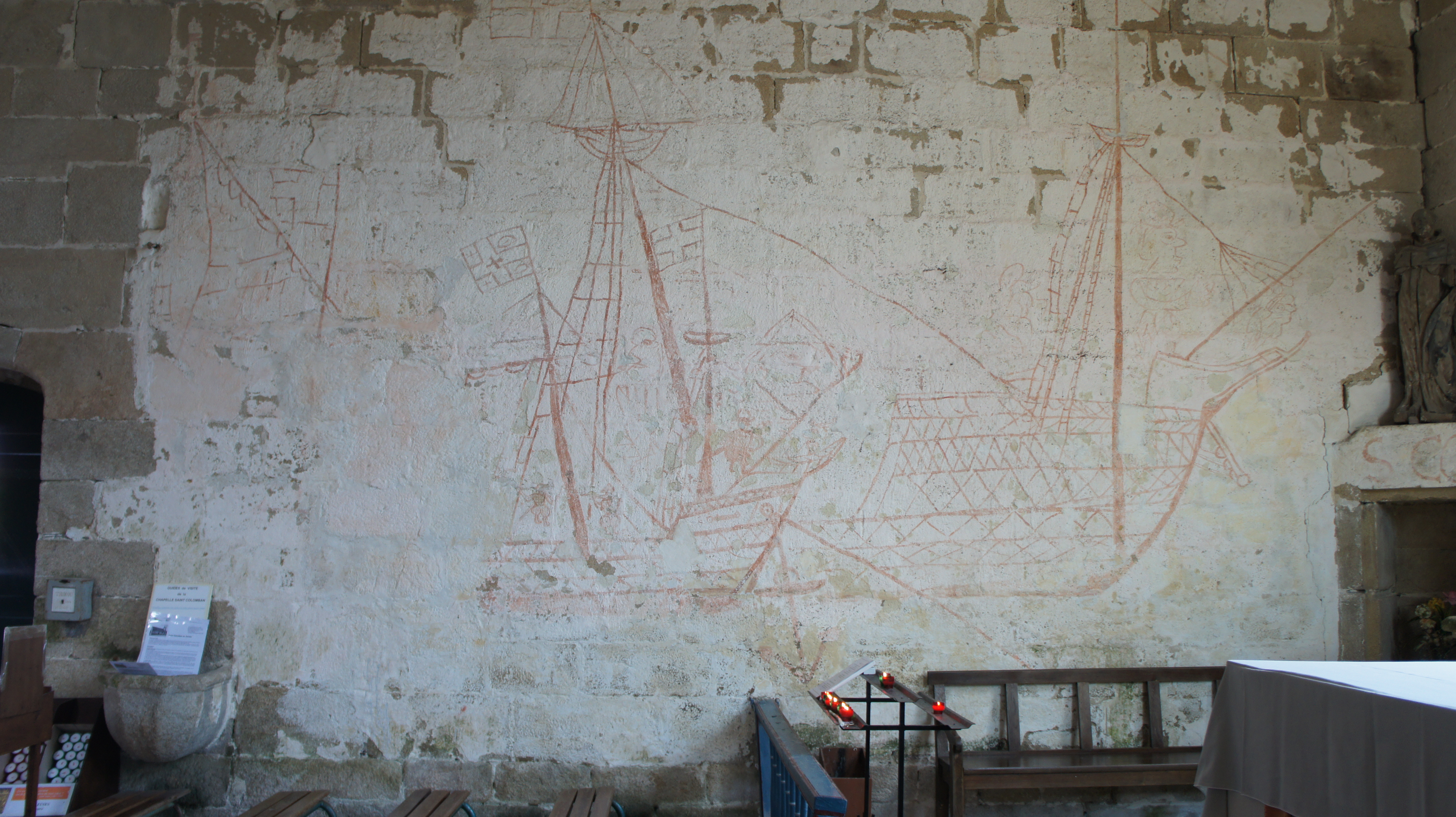
Chapelle Saint-Colomban : vue intérieure, graffitis de la seconde moitié du XVIe siècle représentant des caraques.
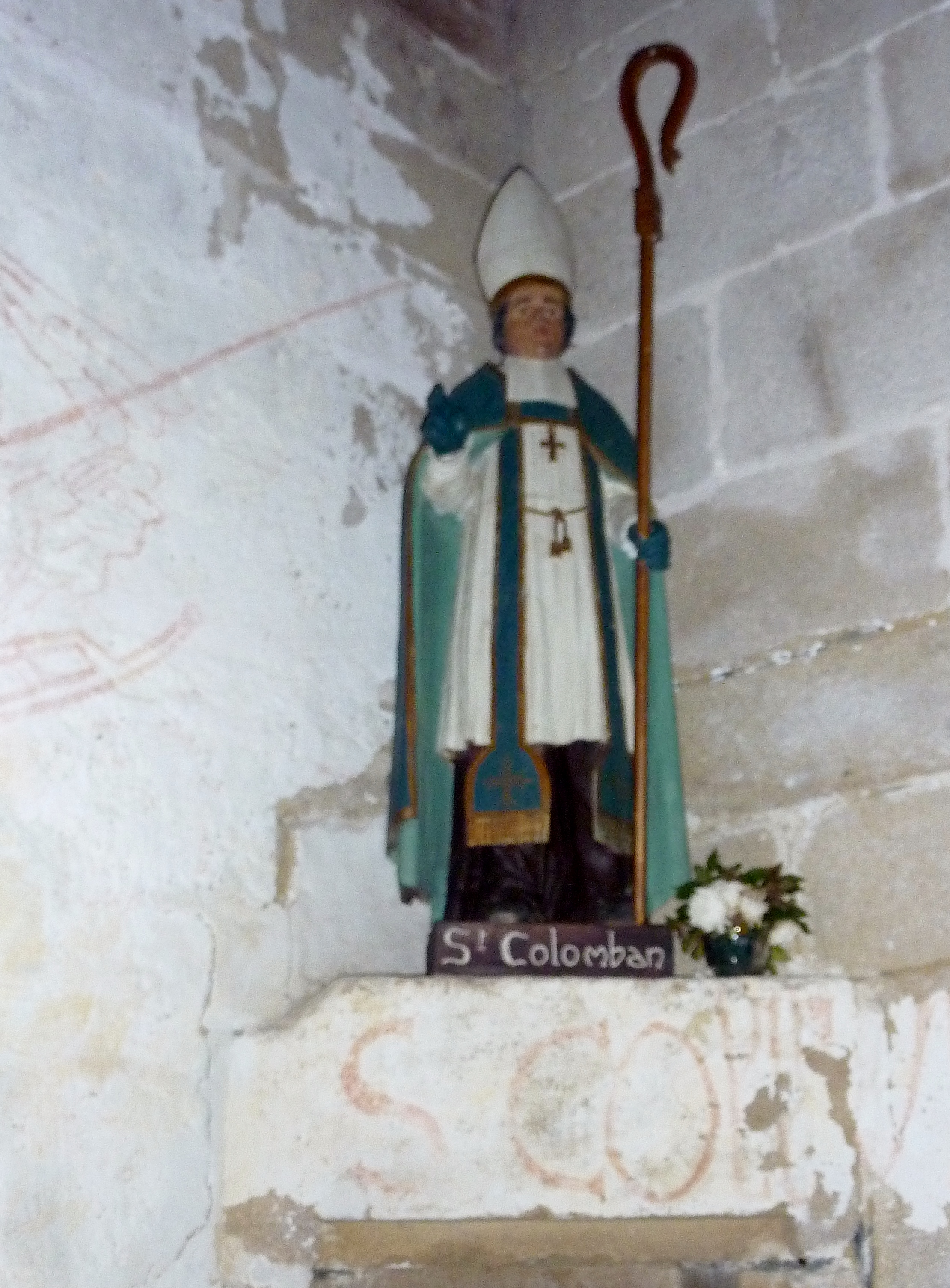
Chapelle Saint-Colomban : statue de saint Colomban.
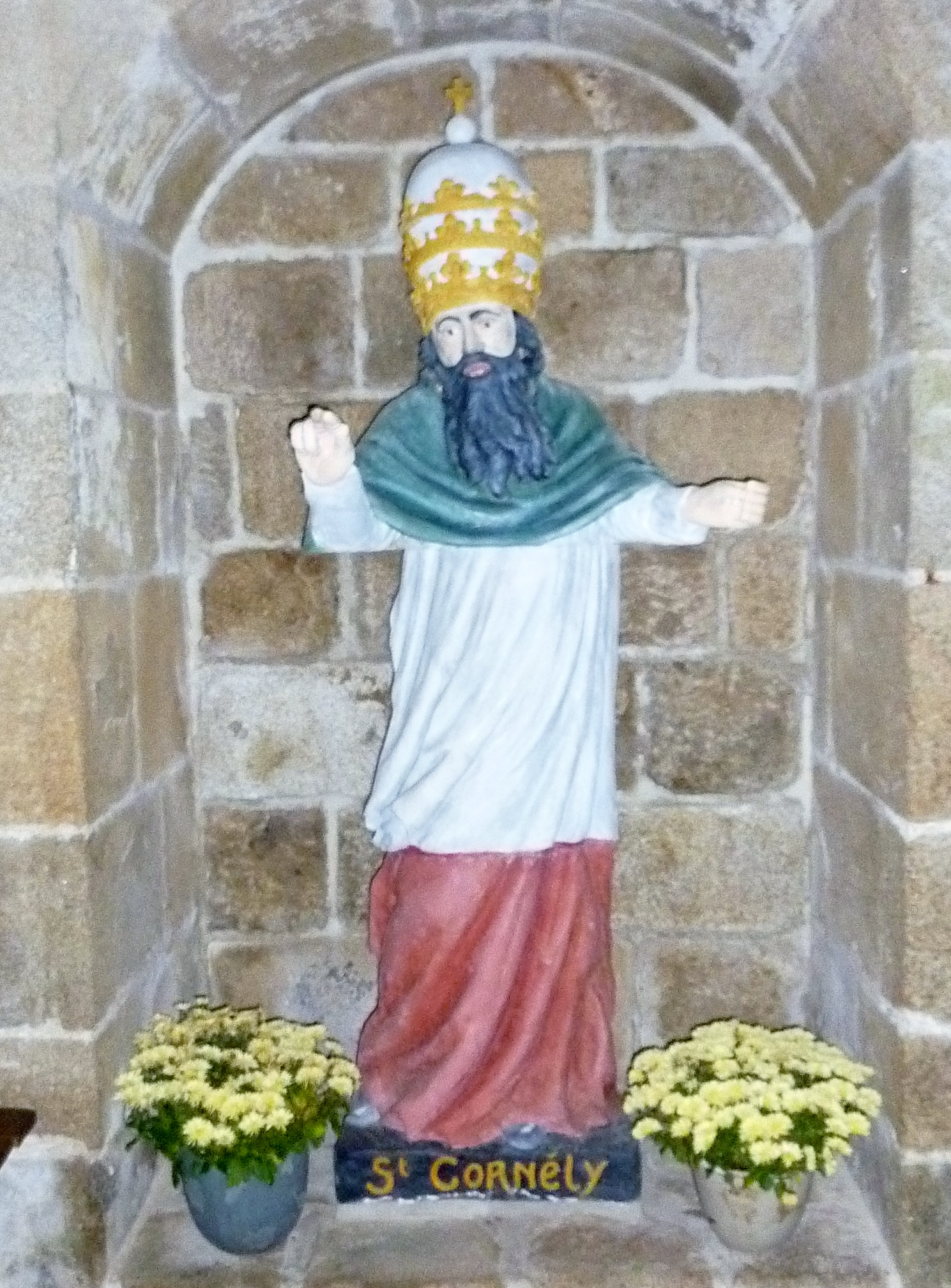
Chapelle Saint-Colomban : statue de saint Cornély.
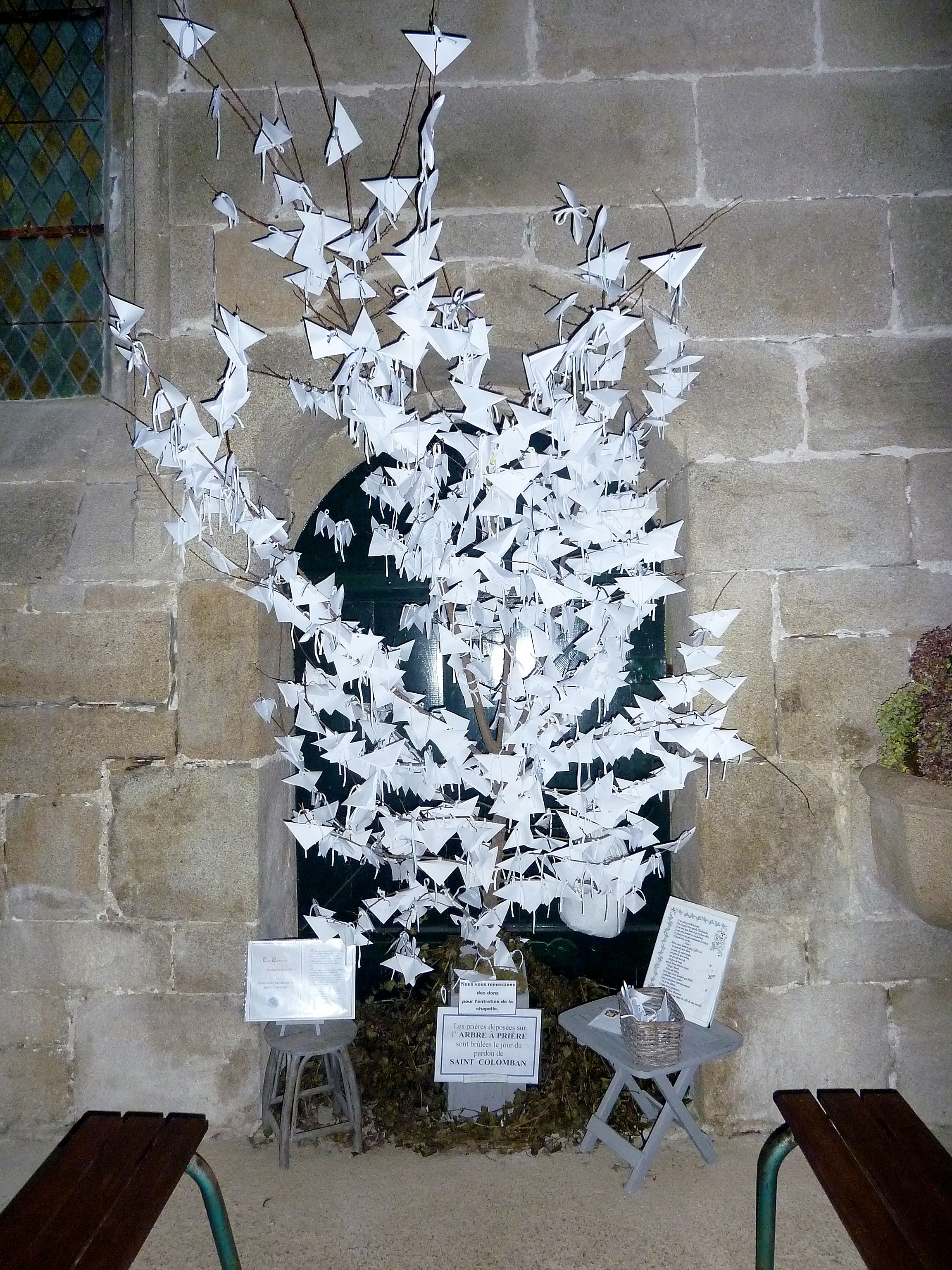
Chapelle Saint-Colomban : arbre à prières.
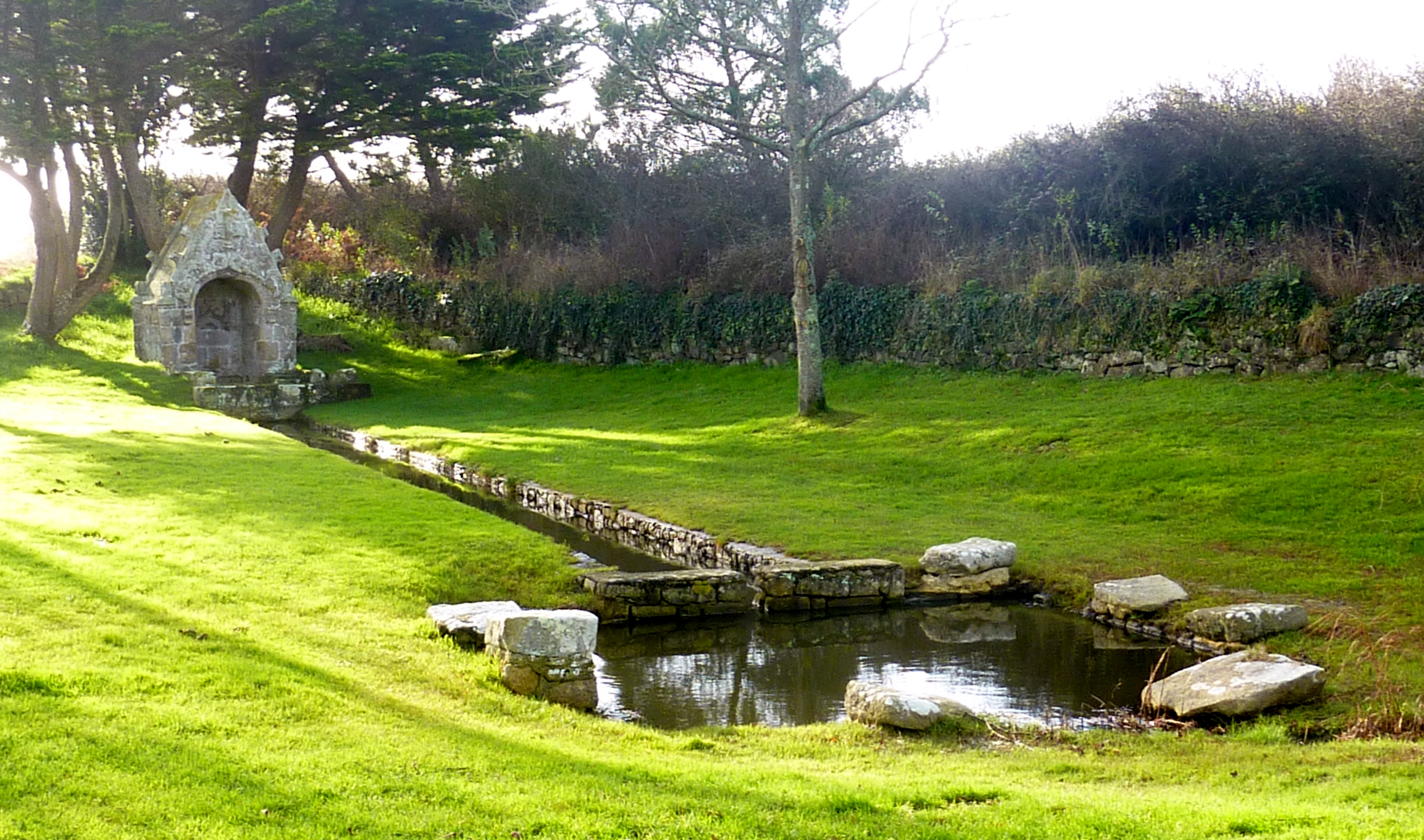
La fontaine de Saint-Colomban.
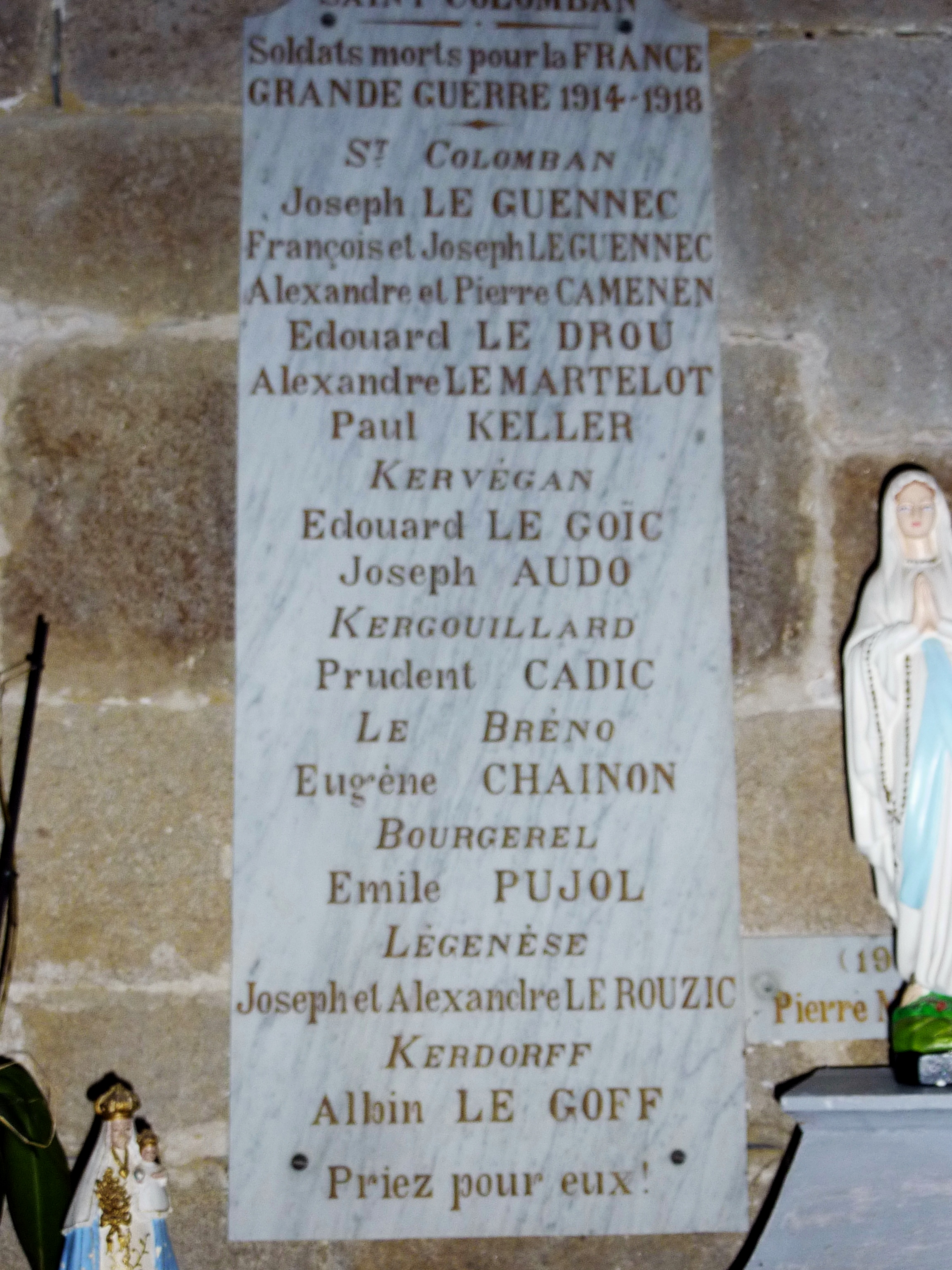
Plaque commémorative des soldats morts pour la France dans le quartier de Saint-Colomban à Carnac pendant la Première Guerre mondiale.

La façade occidentale est surmontée d'un clocher, percé de baies et orné de quatre pinacles, et d'une tourelle octogonale, dans laquelle se loge un escalier à vis.
Les murs de la nef sont ornés de graffitis représentant des navires. Il s'agit de la représentation de deux caraques anglais du XVIe siècle — ce qui en ferait les plus anciennes du département. Celle-ci pourrait faire référence à une incursion britannique s'étant déroulée à Locmariaquer en 1548.

## Culte
Un pardon est organisé le premier dimanche du mois d'août.
En outre, l'entrée est libre tous les jours en juillet et août et sur demande le reste de l'année.